# Cal (Unix)
cal è un comando presente nei sistemi operativi Unix e Unix-like che stampa un calendario in formato ASCII. Il comando considera il calendario gregoriano per le date a partire dal 14 settembre 1752 ed il calendario giuliano per quelle precedenti il 2 settembre dello stesso anno (incluso).